# بلیر (ویسکانسین)
بلیر، ویسکانسین  (به انگلیسی: Blair) شهری در شهرستان تریمپیلو ایالت ویسکانسین است که در سال ۱۹۴۹ بنیان‌گذاری شده‌است. این شهر طبق سرشماری سال ۲۰۱۰ میلادی ۱٬۳۶۶ نفر جمعیت داشته‌است.

## نگارخانه

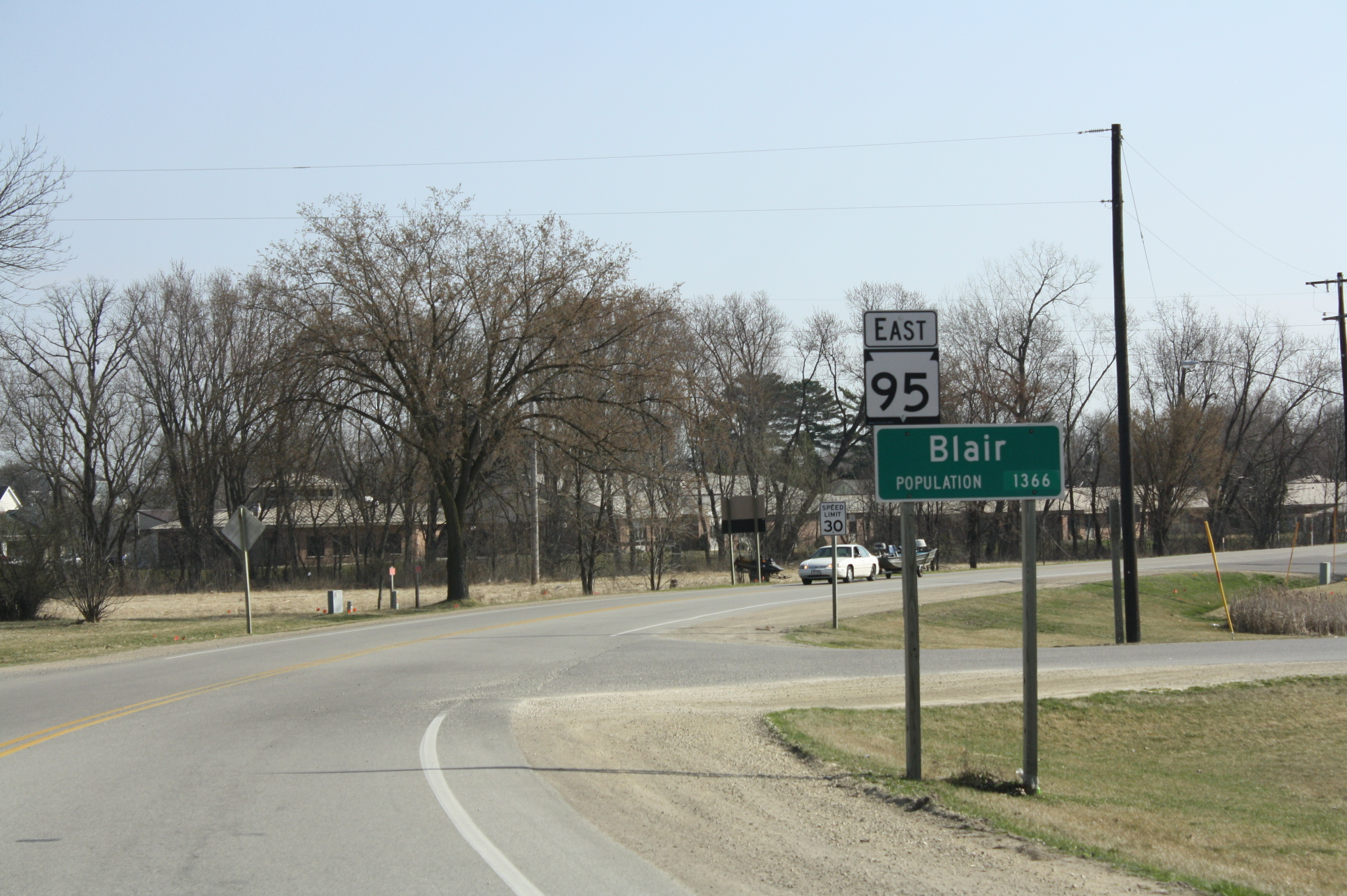
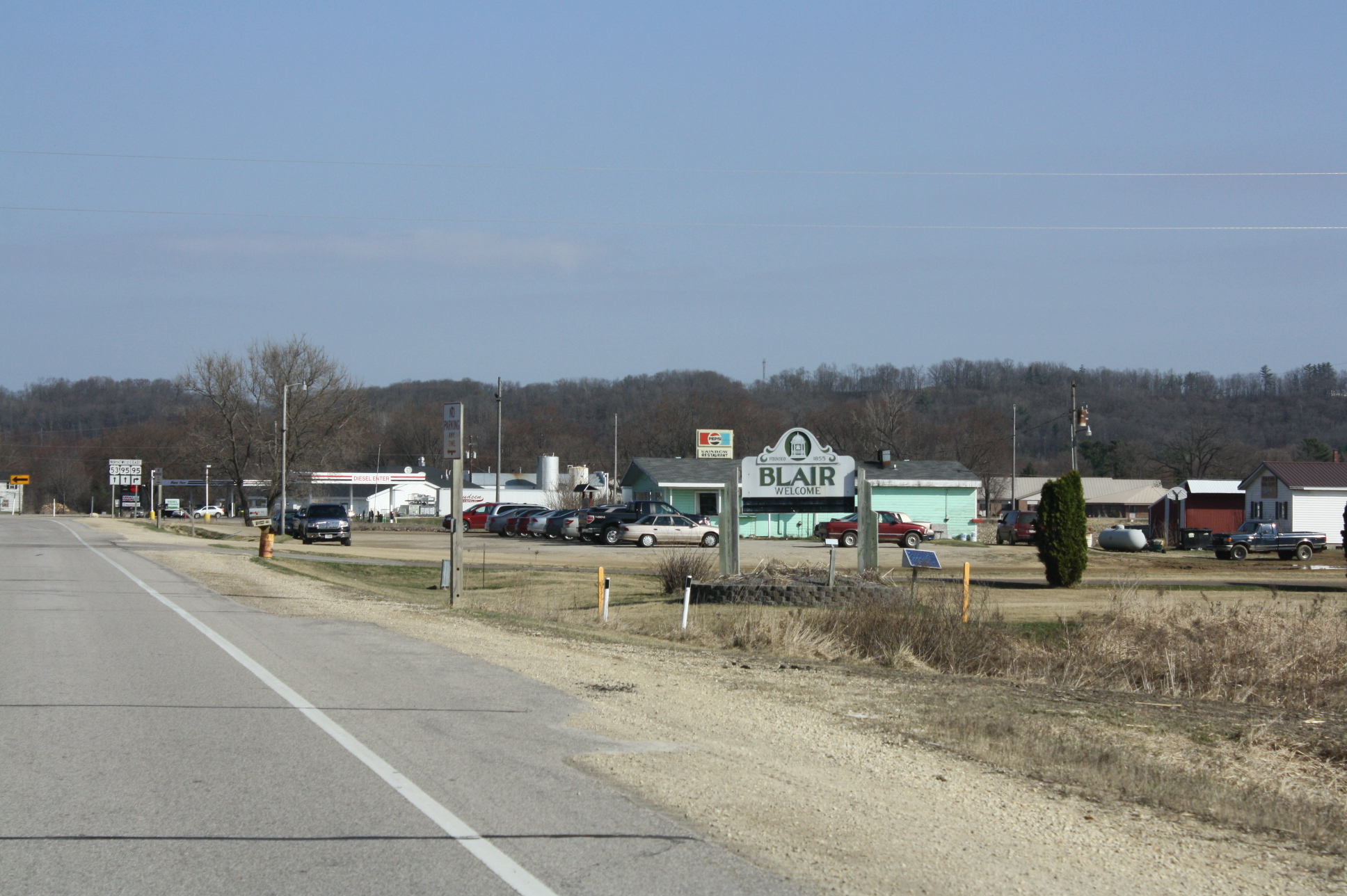